# Усольцев, Анатолий Фёдорович

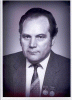

Анатолий Федорович Усольцев (1 января 1930, с. Ивановка, Хакасский округ, Сибирский край, РСФСР, СССР — 15 ноября 2014, Екатеринбург, Россия) — конструктор ракетной техники.

## Биография
Родился 1 января 1930 года в селе Ивановка (ныне — Шарыповский район Красноярского края) в многодетной крестьянской семье.
Три старших брата погибли на войне.
В 1948 году поступил в Ленинградский Военно-механический Институт (Военмех), который успешно окончил в 1954 году.
Направлен по распределению в Свердловск на завод им. Калинина в отдел главного конструктора (с 1967 года — Свердловское машиностроительное конструкторское бюро «Новатор» Министерства авиационной промышленности СССР), где занимался разработками в области ракетной тематики. Прошел путь от начальника расчетного отдела до главного конструктора. Долгие годы работал зам. главного конструктора Л. В. Люльева.
В 1985—1989 возглавлял ОКБ «Новатор».
Под руководством А. Ф. Усольцева были разработаны, запущены в производство и сданы на вооружение многие передовые системы ракетного оружия, ставшие ключевыми в оборонном щите страны. Среди них:
- Зенитная управляемая ракета (ЗУР) 3М8 комплекса «Круг» и её множественные модификации
- ЗУР 9М38 для зенитного ракетного комплекса «Бук»
- Противоракета 53Т6
- Противокорабельная ракета (ПКР) 3М54 «Бирюза»
- Противокорабельная ракета (ПКР) 3М54Э[1]
- Крылатая ракета для ракетного комплекса «Рельеф»[2]
- Противолодочная ракета РПК-7
- Ракеты противолодочные 83Р, 86Р
- Морская ракета 3М10[3] и модификации.

Родина высоко оценила трудовые заслуги Усольцева А. Ф. Кроме Ленинской и Государственной (1985) премий, он награждён орденом Октябрьской Революции, орденом Трудового Красного Знамени, орденом За заслуги перед отечеством 4 степени, многими медалями.
Похоронен с воинскими почестями в Екатеринбурге на Восточном кладбище.